# Tapete de Heris
O tapete de Heris é um tipo de tapete persa. É confeccionado por diversos povos disseminados pelo leste de Tabriz, por exemplo Heris, Merivan, Georavan e Bakhshaih. Estes tapetes pertencem à família dos tapetes de Tabriz, mas sua execução particular obriga a classificá-los separadamente.

## Descrição
Os artesãos tecem os tapetes de Tabriz e de Heris utilizando os mesmos padrões, mas com uma interpretação diferente: os de Heris, ignorando a arte de fazer as linhas curvas, modificam o aspecto dos arabescos desenhados nos modelos tecendo-os com linhas perpendiculares, horizontais e oblíquas. A partir do mesmo desenho podem, então, nascer dois tapetes diferentes: um Tabriz e um Heris.